# Sebastian Heisele
Sebastian Heisele (Heemstede, 8 augustus 1988) is een Duitse golfprofessional die ook de Nederlandse nationaliteit heeft. Hij studeerde in de Verenigde Staten en woont in Dubai, waar hij lid is van de Emirates Golf Club.

## Gewonnen
Verenigde Arabische Emiraten
- 2004: clubkampioenschap Emirates GC (jongste winnaar ooit)
- 2005: Abu Dhabi Golf & Equestrian Club Junior Open, clubkampioenschap Emirates GC, winnaar VAE Order of Merit 2004-2005

EPD Tour
- 2011: Schloss Moyland Golfresort Classic

## Professional
Heisele werd eind december 2011 professional. In 2014 behaalde hij zijn eerste overwinning op de Pro Golf Tour (voorheen EPD Tour), waar hij als amateur ook al een toernooi gewonnen had.

### Gewonnen
Pro Golf Tour
- Open Dar Es Salam[1]